# 普卡希爾卡山 (庫斯卡區)
8°35′35″S 77°42′52″W / 8.59306°S 77.71444°W
普卡希爾卡山（Puka Hirka），是秘魯的山峰，位於該國北部安卡什大區，由科龍戈省的庫斯卡區負責管轄，屬於布蘭卡山脈的一部分，海拔高度4,200米。